# Lissonotus clavicornis
Lissonotus clavicornis là một loài bọ cánh cứng trong họ Cerambycidae.